# LISA Pathfinder
LISA Pathfinder – sonda kosmiczna Europejskiej Agencji Kosmicznej (ESA) wystrzelona 3 grudnia 2015 roku. Początkowo nazywane Small Missions for Advanced Research in Technology-2 (SMART-2), przedsięwzięcie ma na celu przetestowanie rozwiązań technicznych potrzebnych do planowanej na 2034 rok misji LISA. LISA (od Laser Interferometer Space Antenna) jest opracowywanym przez ESA eksperymentem, służącym do wykrywania i pomiarów fal grawitacyjnych.
W misji LISA Pathfinder przy budowie głównego zespołu instrumentów, tzw. Pakietu Technologicznego LISA (LISA Technology Package), wzięły udział firmy i instytuty badawcze z Francji, Niemiec, Włoch, Holandii, Hiszpanii, Szwajcarii i Zjednoczonego Królestwa; konsorcjum przewodził partner przemysłowy – Airbus Defence and Space z grupy Airbus (dawniej EADS). Drugi ładunek, Disturbance Reduction System (DRS) został opracowany w amerykańskim Jet Propulsion Laboratory pod przywództwem agencji kosmicznej NASA.
Sonda została wystrzelona za pomocą europejskiej rakiety Vega z kosmodromu koło Kourou (wyrzutnia ELA-1) w Gujanie Francuskiej 3 grudnia o 04:04 UTC i za pomocą tej rakiety wyniesiona na niską okołoziemską orbitę parkingową. Stamtąd LISA Pathfinder przy pomocy własnego silnika odleciała w kierunku punktu libracyjnego Słońce–Ziemia L1, dokąd dotarła 22 stycznia 2016 roku.
Po wejściu na orbitę Lissajous wokół L1 rozpoczęła się właściwa misja. Sonda wypuściła w próżniowych komorach dwie unoszące się swobodnie dwukilogramowe masy testowe. Znajdowały się one w odległości około 38 cm od siebie. Następnie zostały przeprowadzone precyzyjne (z dokładnością do 10 pikometrów) pomiary ich wzajemnego położenia, by ustalić jak dobra jest stabilność ich położenia. Przetestowano technologie umożliwiające takie pomiary. Masy testowe wykonano ze stopu złota i platyny, co pozwala wykluczyć występowanie zakłóceń magnetycznych. Przetestowano rozwiązanie, które było dla naukowców największym wyzwaniem – sam mechanizm uwalniania mas do komór z ich bezpiecznego schronienia na czas startu. Analizy danych rozpoczęły się w marcu 2016 roku. Uzyskane wyniki przetarły drogę dla obserwatorium fal grawitacyjnych misji LISA.